# Elastan

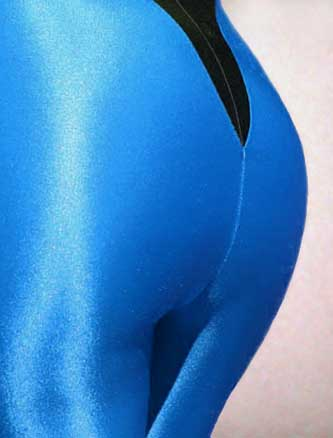
Klädesplagg av/med elastan.

Elastan är en polyuretan-fiber som är mycket elastisk (en elastomer). Den används till töjbara textilier. Elastan tål både kemikalier och transpiration bra och används bland annat i tyg till underkläder, badkläder och strumpor. Vanliga varumärken baserade på elastan är Lycra och Spandex (det senare i Nordamerika). 

## Bakgrund och användning
Elastan togs ursprungligen fram av kemiföretaget Dupont.
Den vanligaste användningen är tillverkning av olika sorters tyger i blandning med diverse andra fibrer. Materialet återfinns i diverse kroppsnära kläder, exempelvis underkläder, strumpor, badkläder och sportkläder såsom cykelbyxor, liksom i resårer. Ofta ingår en (mindre) mängd elastan tillsammans med bomull i trikåstickade plagg, typ underbyxor.

## Handelsnamn
Lycra är ett av företaget Invista registrerat varumärke för elastan. Materialet kan tänjas ända till sex gånger ursprunglig längd och återgår till ursprunglig dimension när tänjningskraften upphört.
Egennamnet Lycra används såväl för fibern själv som generiskt för många olika sorters tyg. Även om materialet i ett klädesplagg sägs vara Lycra kan det alltså innehålla även andra fibrer, vilket kan påverka till exempel vilket tvättprogram som är lämpligt.